# 96式300mm多連装自走ロケット砲
96式300mm多連装自走ロケット砲（ーたれんそうじそうロケットほう）は、中華人民共和国が開発した多連装ロケット砲である。

## 概要
中国航天科技集団第一研究院が、ロシアの9K58を参考にしたもので、2000年に公表された。
ベース車台はWS2400・8輪トラックで射撃地点に進入後、GPSで標定を行い、6分ほどで射撃準備を完了できる。
300mmロケット弾は発射重量780kg、全長7.276m、最大射程は約100km、全弾発射時間は60秒。中国人民解放軍に導入されたがライバルの03式300mm自走ロケット砲  に敗れ限定的な採用に留まっており、輸出に切り替えられている。